# Adeloparius endroedii
Adeloparius endroedii är en skalbaggsart som beskrevs av Bengt-Olof Landin 1959. Adeloparius endroedii ingår i släktet Adeloparius och familjen Aphodiidae. Inga underarter finns listade i Catalogue of Life.